# Amir Muhammad
Amir Muhammad (* 5. Dezember 1972 in Kuala Lumpur; Malaysia) ist ein malaysischer Journalist und Filmemacher.
Nach einem Jura- und Filmstudium drehte Amir mehrere Filme und arbeitet zudem als Schriftsteller und Journalist. Als Kolumnist schreibt er für The Malay Mail und Off The Edge. Muhammad startete auch einen eigenen Verlag namens Matahari Books. Seine Dokumentation über den Vorsitzenden der Kommunistischen Partei Malayas (CPM) – Chin Peng – lief im Forum des Jungen Films im Rahmen der Internationalen Filmfestspiele 2006 in Berlin.
Seine filmische Arbeiten wurde auf einer Reihe von Festivals gezeigt; neben der Berlinale auch u. a. auf dem Sundance Film Festival und dem Pesaro Film Festival (Italien). Zwei seiner Filme  – ‘Apa Khabar Orang Kampung’ und ‘The Last Communist’ – wurden kontrovers in Malaysia diskutiert und dort verboten.

## Filmografie
- 2000: Lips to lips
- 2003: The Big Durian
- 2005: The Year of Living Vicariously
- 2006: Lelaki komunis terakhir (The Last Communist)